# Marquesado de Villamizar
El Marquesado de Villamizar es un título nobiliario español creado el 29 de diciembre de 1599 por el rey Felipe III a favor de Juan de Sandoval y Borja, comendador del Moral y de Carrión en la Orden de Calatrava. Era hijo de Francisco de Sandoval y Rojas, IV marqués de Denia, y IV conde de Lerma, y de Isabel de Borja y Castro, hermano por tanto de Francisco Gómez de Sandoval y Rojas,  duque de Lerma.
Su denominación hace referencia a la localidad de Villamizar, (León), (España).

## Marqueses de Villamizar
|                                 | Titular                                           | Periodo                 |
| Creación por Felipe III         | Creación por Felipe III                           | Creación por Felipe III |
| ------------------------------- | ------------------------------------------------- | ----------------------- |
| I                               | Juan de Sandoval y Borja                          | 1599-1625               |
| II                              | Francisco de Sandoval y Padilla                   | 1625-1635               |
| III                             | Mariana de Sandoval y Rojas y Enríquez de Cabrera | 1635-1651               |
| IV                              | Ambrosio de Aragón Córdoba y Sandoval             | 1651-1659               |
| Rehabilitación por Alfonso XIII |                                                   |                         |
| V                               | María Catalina Nieto y Casas                      | 1916-1924               |
| VI                              | Eduardo Rocamora y Nieto                          | 1924-1988               |
| VII                             | Antonio Rocamora y Pellicer                       | 1988-2000               |
| VIII                            | Antonio Rocamora Trías                            | 2000-actual titular     |

## Historia de los Marqueses de Villamizar
- Juan de Sandoval y Borja (1553-1625), I marqués de Villamizar.

1. Casó con Bernardina Vicenteto y Borja. Sin descendientes. Le sucedió el hijo de su sobrino, Cristóbal Gómez de Sandoval y Rojas I duque de Uceda, I duque de Cea y I marqués de Cea, que había casado con Mariana Manrique de Padilla y Acuña IX condesa de Buendía, III condesa de Santa Gadea, por tanto su sobrino nieto:

- Francisco Gómez de Sandoval y Rojas Manrique de Padilla (1598-1635), II marqués de Villamizar, II duque de Lerma, II marqués de Cea, VI marqués de Denia, II marqués de Belmonte, II conde de Ampudia, X conde de Buendía, IV conde de Santa Gadea.

1. Casó con Feliche Enríquez de Cabrera y Colonna,Le sucedió, su hija:

- Mariana de Sandoval y Rojas y Enríquez de Cabrera (1614-1651), III marquesa de Villamizar, III duquesa de Lerma, III marquesa de Cea, VII marquesa de Denia, III condesa de Ampudia, XI condesa de Buendía, V condesa de Santa Gadea.

1. Casó con Luis Ramón de Aragón Folch de Cardona y Córdoba, VI duque de Segorbe. Le sucedió su hijo:

- Ambrosio de Aragón Córdoba y Sandoval (1650-1659), IV marqués de Villamizar, IV duque de Lerma, IV marqués de Cea, VIII marqués de Denia, IV conde de Ampudia, XII conde de Buendía, VI conde de Santa Gadea. Sin descendientes.

Rehabilitado en 1916 por:
- María Catalina Nieto y Casas, V marquesa de Villamizar.

1. Casó con Antonio Rocamora y Vidal. Le sucedió, en 1924, su hijo:

- Eduardo Rocamora y Nieto, VI marqués de Villamizar.

1. Casó con Josefina Pellicer y Bonet. Le sucedió, en 1988, su hijo:

- Antonio Rocamora y Pellicer (n. en 1943), VII marqués de Villamizar.

1. Casó con María del Carmen Trías y Blay. Le sucedió, en 2000, su hijo:

- Antonio Rocamora Trías (n. en 1969), VIII marqués de Villamizar

1. Casó con Susana Coll Lafoz. Padres de Mateo y Pablo Rocamora Coll.

- Datos: Q6001338